# Menetou-Salon
Menetou-Salon är en kommun i departementet Cher i regionen Centre-Val de Loire i de centrala delarna av Frankrike. Kommunen ligger  i kantonen Saint-Martin-d'Auxigny som tillhör arrondissementet Bourges. År 2022 hade Menetou-Salon 1 618 invånare.

## Befolkningsutveckling
Antalet invånare i kommunen Menetou-Salon
Referens:INSEE